# بورس اوگاندا
بورس اوگاندا (انگلیسی: Uganda Securities Exchange) بازار بورس اوراق بهادار اوگاندا است، که در سال ۱۹۹۷ تأسیس شد.